# Bank of America Building (Baltimore)
Cet article possède un paronyme, voir Bank of America Tower.
Le Bank of America building est un gratte-ciel situé dans le quartier du Downtown de la ville de Baltimore dans l’État du Maryland aux États-Unis. 
D'une hauteur de 155 mètres, il était le plus grand bâtiment du Maryland lorsqu’il fut construit en 1929. Conçu par la firme Taylor and Fisher, il possède un style renaissance maya et Art Deco. Son coût s’éleva à 3 millions de dollars et son sommet est constitué d’un toit cuivré et doré.

## Histoire
Peu après sa prise de possession par la banque Baltimore Trust Company en 1929, celle-ci fit faillite en 1933 et il fut alors repris par la Public Works Administration du Maryland à la suite du New Deal. Le bâtiment fut racheté ensuite par la Maryland National Bank en 1961, qui fut elle-même rachetée par NationsBank en 1993. Le gratte-ciel fut rénové et prit son nom actuel lorsque NationsBank fusionna avec BankAmerica en 1997. Il est désormais le second plus haut bâtiment de Baltimore, doublé par le Legg Mason Building qui mesure 161 mètres.

## Galerie

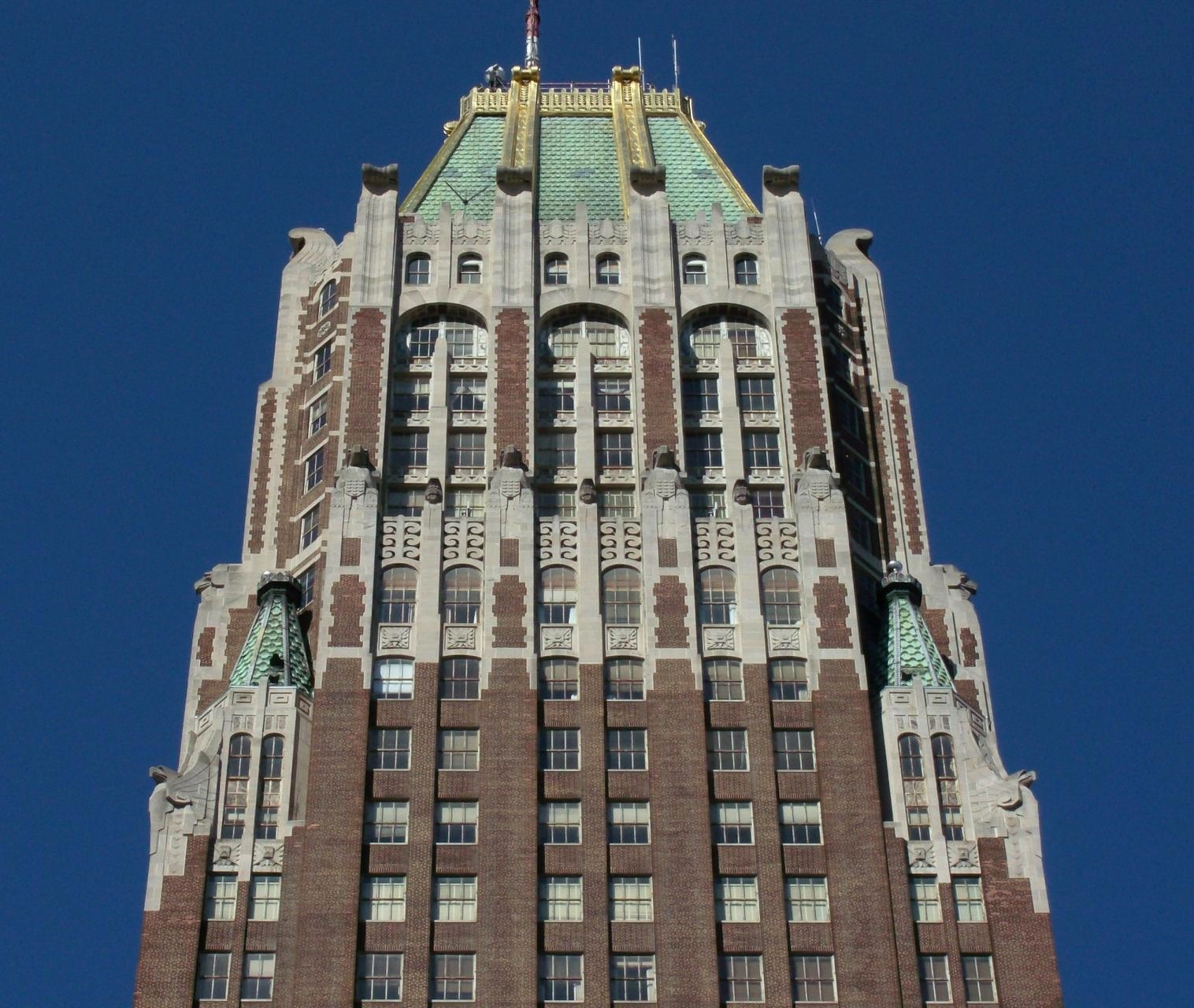
Sommet de l'édifice
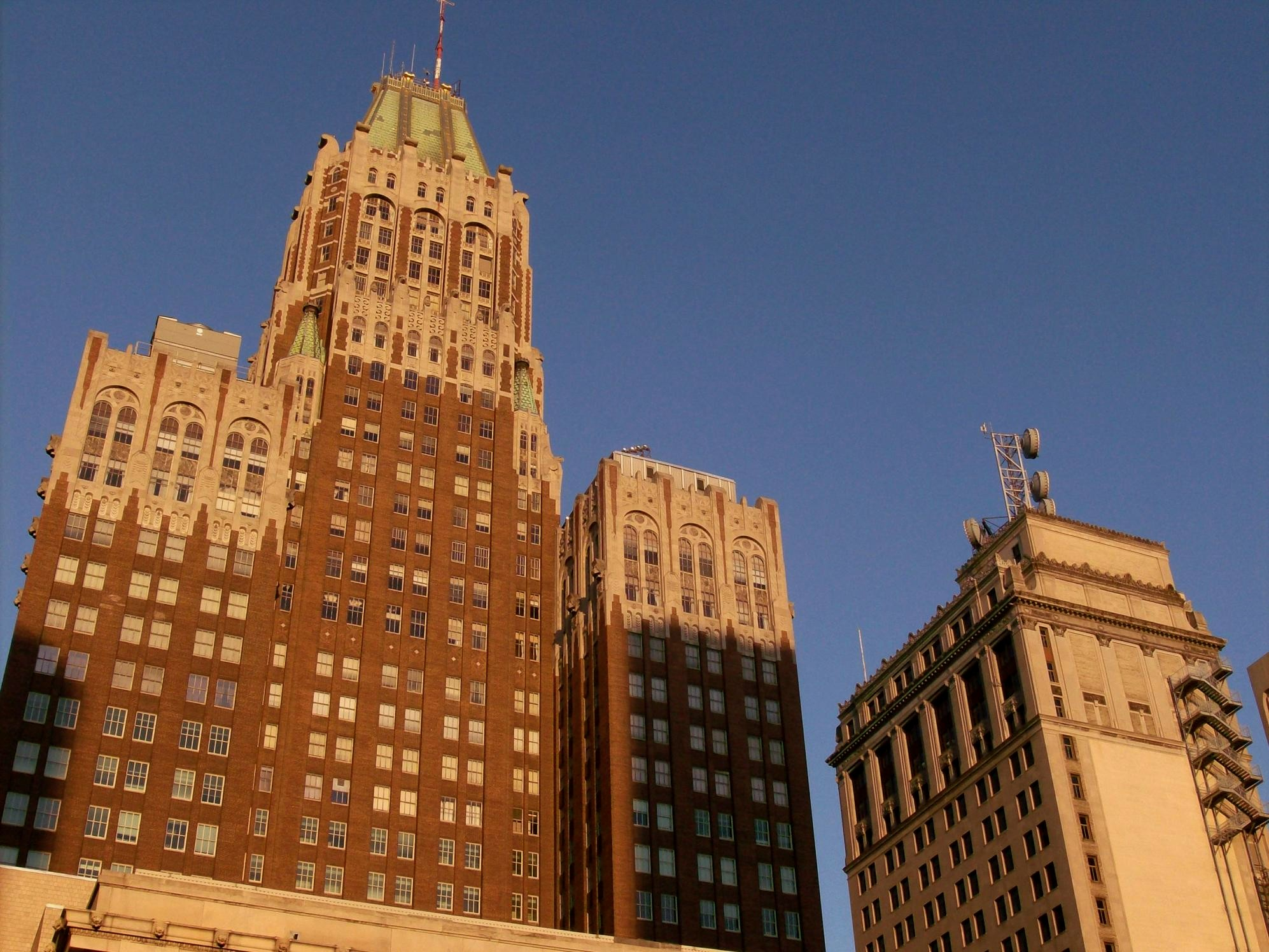
Arrière-côté, vue depuis West Baltimore Street
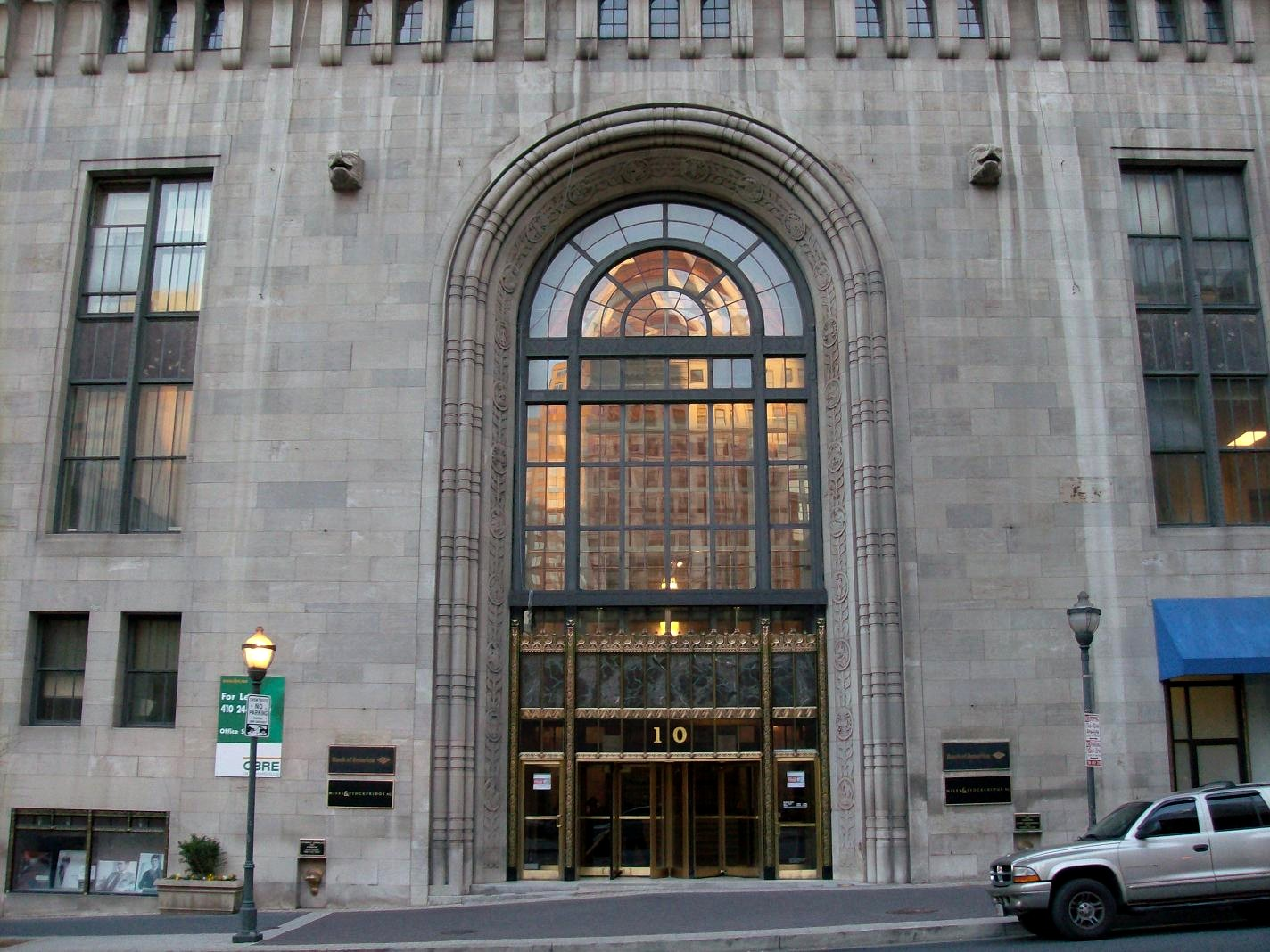
Entrée principale à Light Street 10.